# Граф Эттли
Граф Эттли (англ. Earl Attlee) — наследственный титул в системе Пэрства Соединённого королевства, созданный 16 декабря 1955 года для Клемента Эттли (1883—1967), бывшего премьер-министра Великобритании (1945—1951). Одновременно с графским титулом он получил титул виконта Прествуда из Уолтемстоу в графстве Эссекс (пэрство Соединённого королевства).
По состоянию на 2024 год, обладателем графского титула является его внук, Джон Ричард Эттли, 3-й граф Эттли (род. 1956), наследовавший отцу в 1991 году. Он является одним из 90 избранных наследственных пэров, которые сохранили своё место в Палате лордов после принятия акта о пэрах в 1999 году. В отличие от своего отца и деда, нынешний лорд Эттли является членом консервативной партии.

## Графы Эттли (1955)
- Клемент Ричард Эттли, 1-й граф Эттли (3 января 1883 — 8 октября 1967), сын адвоката Генри Эттли (1841—1908) и Эллен Бравери Уотсон (1847—1920);
- Мартин Ричард Эттли, 2-й граф Эттли (10 августа 1927 — 27 июля 1991), единственный сын предыдущего и Вайолет Эттли (1895—1964);
- Джон Ричард Эттли, 3-й граф Эттли (род. 3 октября 1956), сын предыдущего и Энн Барбары Хендерсон.

Нет наследника титула.